# Seedorf (Berna)
Seedorf é uma comuna da Suíça, no Cantão Berna.